# Julius Enderle
Julius Enderle (* 24. März 1875 in Wien; † 29. März 1908 in Wels) war ein österreichischer Geologe und Lehrer.

## Leben
Enderle studierte an der Universität Wien, wo er 1899 in Geologie zum Dr. phil. promoviert wurde. Von 1899 bis 1900 war er an der Universität Wien Assistent am Geologischen Institut. Im Jahre 1902 legte er an der Universität Wien die Lehramtsprüfung (Naturgeschichte etc.) ab. Anschließend war er bis 1908 Gymnasialprofessor in Wels.
Enderle beschrieb eine karbonische Fauna aus Kleinasien. Weiters veröffentlichte er zahlreiche populäre naturwissenschaftliche Aufsätze.

## Veröffentlichungen
- Über eine antrakolithische Fauna von Balia Maaden in Kleinasien. In: Beiträge zur Paläontologie von Österreich. Jahrgang 13, 1901, S. 49–109 (zobodat.at [PDF; 6,5 MB]).